# Tchien Čuang-čuang
Tchien Čuang-čuang (čínsky pchin-jinem Tián Zhuàngzhuàng, znaky zjednodušené 田壮壮, tradiční 田壯壯) (* 23. duben 1952 Peking) je čínský režisér a producent.

## Život a dílo
V roce 1968 nastoupil do Čínské lidové osvobozenecké armády. V roce 1982 absolvoval Pekingskou filmovou akademii jako jeden z prvního ročníku po jejím znovuotevření po konci kulturní revoluce, vzhledem ke znakům své práce je považován za současníka 5. generace čínských filmařů (kam patří Čchen Kchaj-ke, Čang I-mou a Chuang Ťien-sin). První světový úspěch zaznamenal filmem Zloděj koní (1988), za jehož nekonvenčnost byl Tchien v Číně nařčen z elitářství. Jeho mezinárodně nejznámější a nejoceňovanější snímek Modrý drak (1993) mu vynesl desetiletý zákaz tvorby. K režii se vrátil až v roce 2002.